# Chrysodeixis omeiensis
Chrysodeixis omeiensis är en fjärilsart som beskrevs av Chou och Lu 1978. Chrysodeixis omeiensis ingår i släktet Chrysodeixis och familjen nattflyn. Inga underarter finns listade i Catalogue of Life.